# Eduardo Labarca
Eduardo Labarca Goddard (Santiago, 12 de agosto de 1938) es un periodista, escritor y abogado chileno.

## Biografía
Después de pasar su infancia en Santiago, Chillán, Buenos Aires y París, Eduardo Labarca ingresó en la Universidad de Chile y se licenció de la Escuela de Derecho. Juró como abogado en noviembre de 1969, pero solo ejerció como tal un breve periodo.
Militante comunista, comenzó a colaborar con el diario El Siglo, órgano oficial del PC chileno, en 1966, así como también en Radio Portales de Santiago. Cuatro años más tarde se convierte en panelista de A esta hora se improvisa, programa de debates del Canal 13, que pertenecía a la Universidad Católica.
En 1972, ya bajo el gobierno socialista de Salvador Allende, es nombrado director del Noticiario Nacional de Chilefilms; ese mismo año asume la dirección de Canal 13 el sacerdote Raúl Hasbún. Al año siguiente, dos meses y medio antes del golpe militar encabezado por Augusto Pinochet, Labarca es testigo del tanquetazo, una intentona golpista fallida, durante la cual ve cómo unos soldados levantan la tapa redonda de una instalación subterránea de electricidad o teléfonos y arrojaban una cámara cinematográfica. Pertenecía a Leonardo Henrichsen, periodista argentino, corresponsal de la televisión sueca radicado en Buenos Aires, y que había filmado los tanques rebeldes y su propio asesinato. Esas secuencias mudas pasarían a formar parte del noticiario triple de Chilefilms, que más tarde se conocería como el documental Chile, junio de 1973, premiado en algunos festivales y del que Labarca figura como director. Esta cinta de 25 minutos ha seguido despertando interés, como lo demuestra el hecho que en 2017 fue la segunda película más vista de la Cineteca Nacional Online.
Después de instaurada la dictadura de Pinochet, en 1974 Labarca reside un tiempo en Colombia como asilado político, pero el mismo año viaja a la Unión Soviética donde trabajará en el programa Escucha Chile de Radio Moscú hasta 1980.

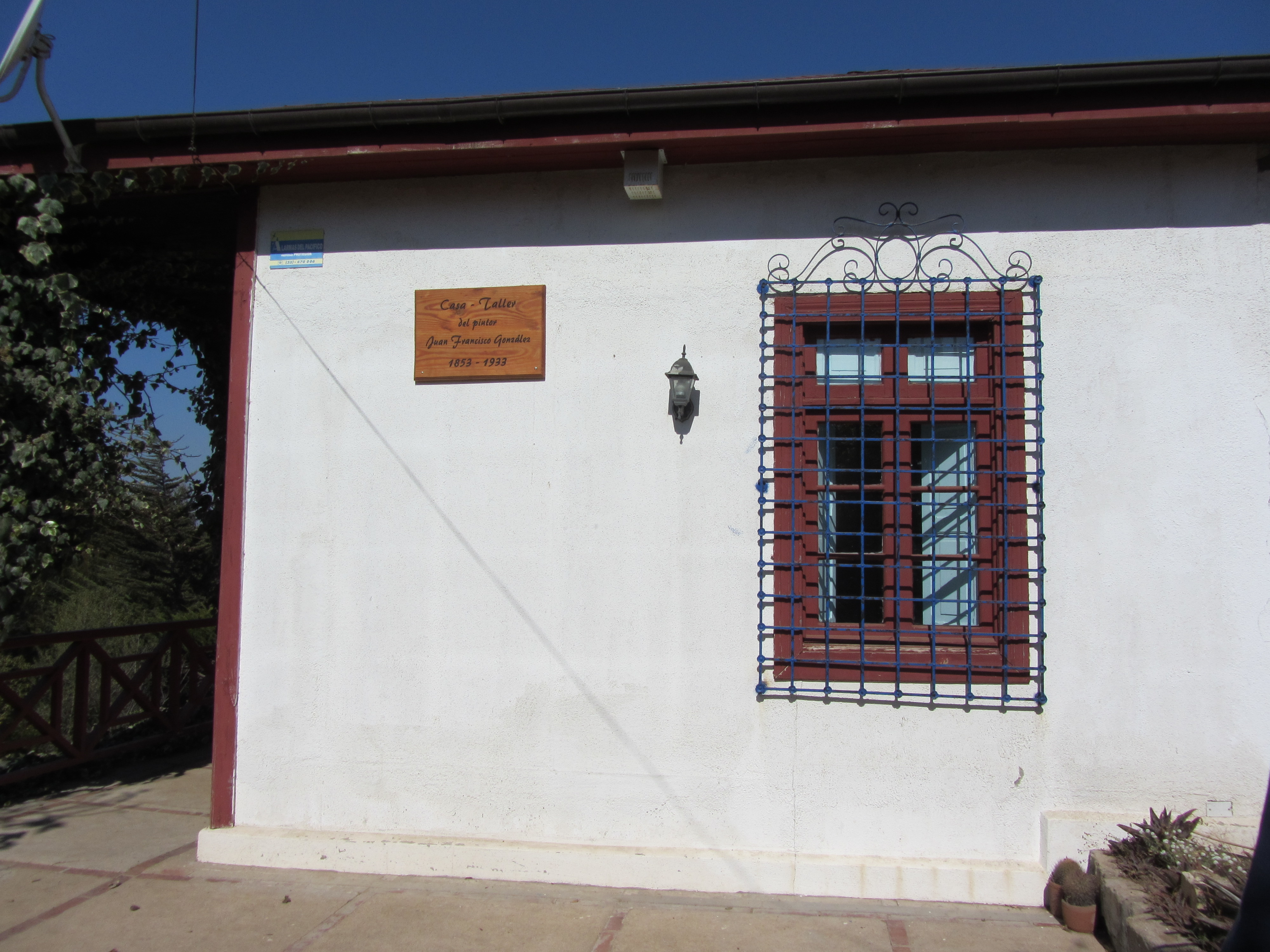
La que fuera casa-taller de Juan Francisco González, en Las Cruces, ahora habitada por el escritor

Ese año pone fin a su etapa soviética, viaja a París donde se instala como periodista freelance y traductor de organismos internacionales de la ONU (Unesco, ONUDI, FAO, OMS, OIT) hasta que en 1986 se instaló en Austria, donde trabajó en el OIEA. Residió más de 25 años en Viena, hasta que en 2013 regresó definitivamente a Chile. Vive en Las Cruces, en la que fuera la casa-taller del pintor Juan Francisco González (una placa recordatoria fue colocada en 2014).
El 6 de julio de 2011 Labarca reveló los nombres de los pilotos que bombardearon La Moneda y la residencia presidencial de Tomás Moro durante el golpe militar del 11 de septiembre de 1973. Hasta entonces, solo se conocía el del líder del grupo de bombardeo, general (R) Mario López Tobar, quien escribió un libro —El 11 en la mira de un Hawker Hunter, Santiago: Ed. Sudamericana, 1999— en el que no identificaba a los otros participantes. Las revelaciones fueron hechas 24 horas después de que el juez Mario Carroza, que investigaba las causas de la muerte de Salvador Allende, interrogara al exjefe de la Fuerza Aérea de Chile (FACH), Fernando Matthei, quien aseguró no conocer los nombres de los pilotos a cargo del ataque.

## Labarca escritor

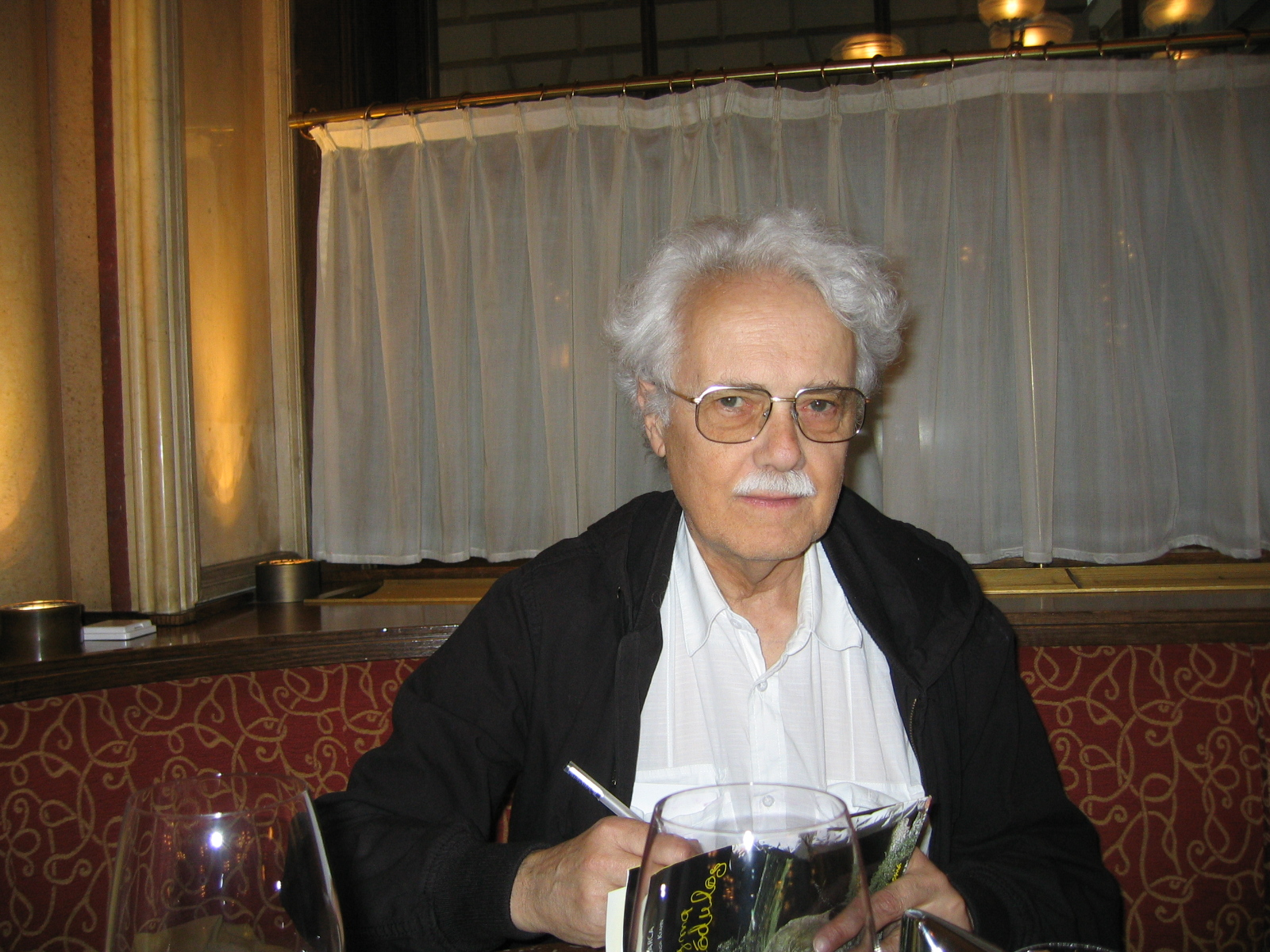
Labarca firma uno de sus libros en el Café Central de Viena, 2011

El primer libro de ficción que publicó Labarca fue una recolección de tres novelas cortas —El turco Abdala, Los muertos de Pedro Contreras y Cotán— en 1987, al que tres años más tarde le sigue la novela Acullá. Pero es con Butamalón, "sorprendente novela histórica", que se consagra como auténtico escritor de peso. El libro narra dos historias paralelas, la de un traductor pobre actual y la del sacerdote dominico Juan Barba, que se pasa al lado de los mapuches en la época de la conquista de Chile.
Labarca se ha visto en el centro de algunos escándalos debido a sus obras. Así, en 1975 escribió, cumpliendo un encargo del PC, las memorias apócrifas del general Carlos Prats, excomandante en jefe del Ejército asesinado en Argentina por orden de Pinochet. Fueron publicadas en México por el Fondo de Cultura Económica bajo el título de Una vida por la legalidad y se supo que él era el autor sólo 30 años más tarde, cuando en 2005 lo reconoció y pidió disculpas a las hijas de Prats.
En 2007 Labarca publicó Salvador Allende. Biografía sentimental, que provocó polémicas; así, Ozren Agnic, exsecretario del presidente chileno critica ácidamente el libro y acusa a Labarca de "destruir la imagen" del líder socialista. En 2014 apareció una edición "ampliada y definitiva" en la que, entre otras cosas, revela que Hortensia Bussi, la futura primera dama de Chile, tuvo un hijo antes de su relación con Allende, el cual se crio con el padre y la esposa de este.

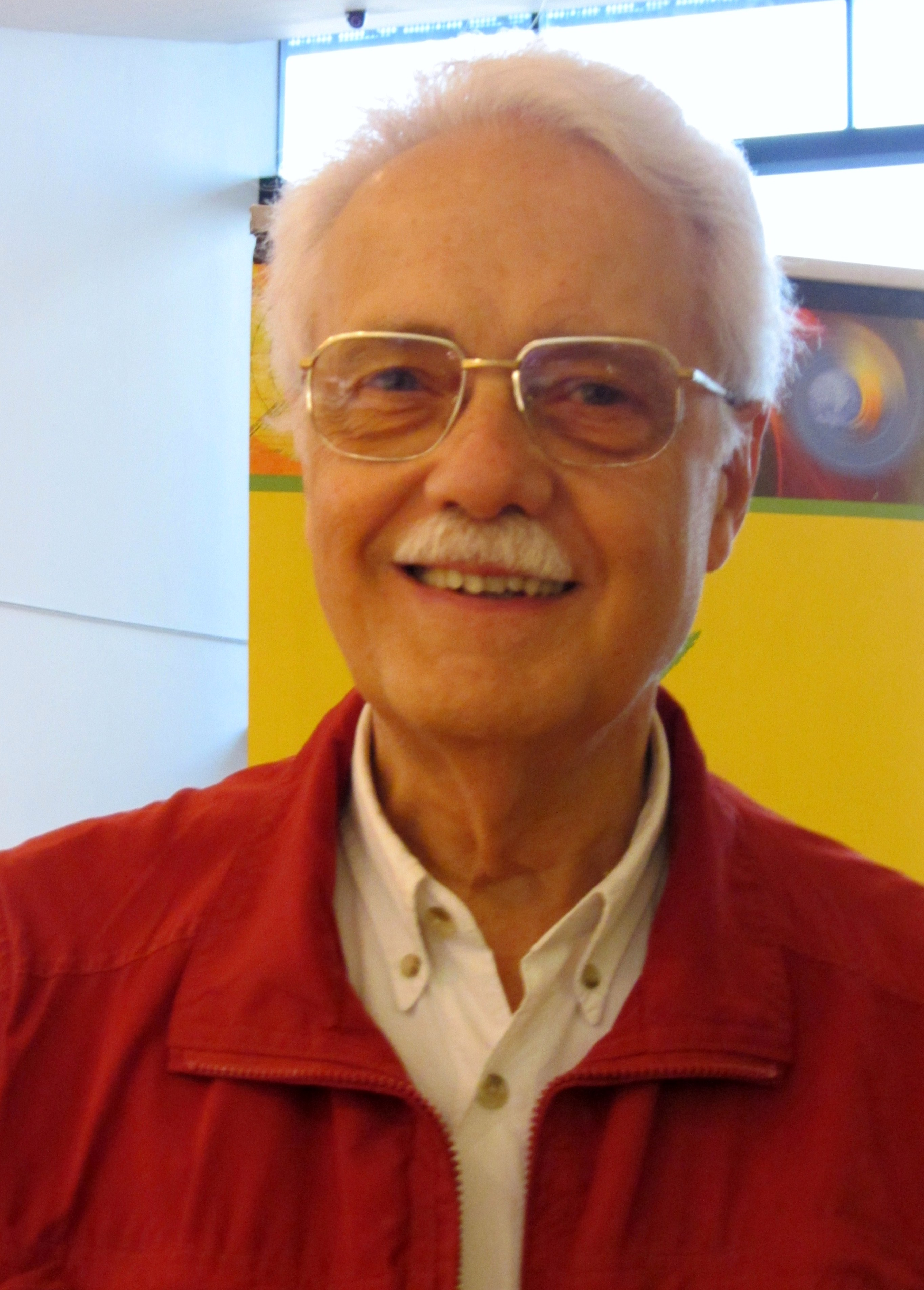
Labarca en el GAM, abril de 2015

La portada de su libro, El enigma de los módulos, en la que aparece el autor como si estuviera orinando en la tumba de Jorge Luis Borges, provocó toda clase de reacciones, muchas de ellas reprobatorias, particularmente en Argentina. El mismo Labarca explica que, en realidad, "el líquido sale de una botella de plástico que tenía en la mano derecha" y que para su acción se inspiró en una anécdota que Simone de Beauvoir contó sobre Jean Paul Sartre. "Todo escritor tiene que tener originalidad y para eso tiene que romper con los grandes artistas que vinieron antes. Eso hizo antes Sartre cuando meó la tumba de Chateaubriand. Se me prendió la ampolleta y quise hacer lo mismo pero con un doble sentido", señaló Labarca, agregando: "Mi acto tiene dos significados: homenaje al maestro y repudio al  ciudadano" Borges. La editorial Catalonia cambió después la carátula original por una neutral.
Además de novelas —regresó a este género con Lanza internacional, publicado a fines de 2014—, cuentos y ensayos, Labarca ha escrito varios libros periodísticos. Algunas de sus obras han sido traducidas a otros idiomas.

## Obras
- Chile invadido, reportaje, Austral, Santiago de Chile, 1968
- Chile al rojo, reportaje sobre la llegada al poder de Salvador Allende, Editorial de la Universidad Técnica del Estado, Santiago de Chile, 1971
- Corvalán 27 horas, entrevistas al líder comunista Luis Corvalán, Quimantú, Santiago de Chile, 1973
- Corvalán de Chile, Novosti, Moscú, 1974
- Carlos Prats. Una vida por la legalidad, Fondo de Cultura Económica, 1975. El libro, en realidad, no fue escrito por Prats sino por Labarca y constituyen unas memorias apócrifas
- El turco Abdala y otras historias, Melquiades Servicio Editorial, Santiago de Chile, 1987. Contiene 3 "novelas cortas": El turco Abdala, Los muertos de Pedro Contreras y Cotán
- Acullá, novela, Ediciones Documentas, Santiago de Chile, 1990
- Butamalón, novela, Anaya & Mario Muchnik, Madrid, 1994; Editorial Universitaria / Fondo de Cultura Económica, Santiago de Chile, 1997
- Cadáver tuerto, novela, Catalonia, Santiago de Chile, 2005
- Salvador Allende: Biografía sentimental, ensayo político-psicológico de historia contemporánea, Catalonia, Santiago de Chile, 2005 (en 2014 la misma editorial publicó una "edición ampliada y definitiva")
- El enigma de los módulos, "ensayos fantásticos", Catalonia, Santiago de Chile, 2011
- Lanza internacional, novela, Catalonia, Santiago, 2014
- Los 50 del lanza, novela, Catalonia, Santiago, 2017
- La rebelión de la chora, novela, Catalonia, Santiago, 2019

## Premios
- Premio Platero 1988 (Ginebra), por el cuento La ensalada
- Premio del Consejo Nacional del Libro y la Lectura 2005 a la mejor novela publicada ese año en Chile por Cadáver tuerto
- Latino Book Awards 2016 por Lanza internacional